# Miron Białoszewski

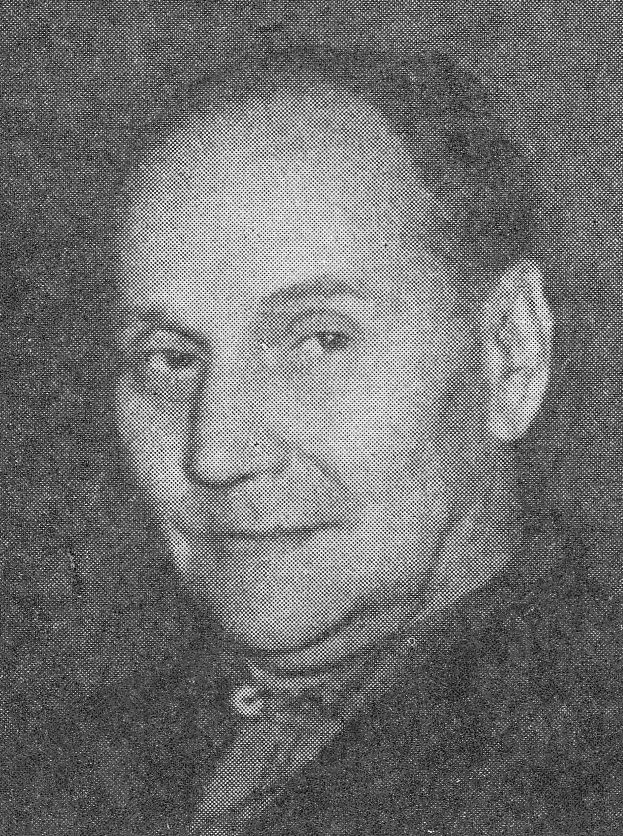
Miron Białoszewski

Miron Białoszewski (Warschau, 30 juni 1922 –  aldaar,17 juni 1983), was een Pools dichter, prozaschrijver, toneelschrijver en acteur. 

## Leven
Białoszewski studeerde taalkunde aan de clandestiene Universiteit van Warschau gedurende de Duitse bezetting van Polen. Hij deed in 1944 mee aan de Opstand van Warschau en werd daarna via kamp Pruszków naar kamp Lamsdorf gestuurd. Vandaar kwam hij in Oppeln waar hij als metselaar te werk was gesteld tot zijn vlucht. Uiteindelijk kwam hij weer in het bevrijdde Warschau terecht.
Eerst werkte hij bij het centrale postkantoor, daarna als journalist voor een aantal populaire bladen, waarvan sommige voor kinderen.  In 1955 nam Białoszewski deel aan de stichting van een klein theater, Teatr na Tarczyńskiej, waar zijn toneelstukken  Wiwisekcja (vivisectie) en Osmędeusze in première gingen en waarin hijzelf acteerde. In datzelfde jaar debuteerde hij in Życie literackie (Literair leven) met zijn tijdgenoot Zbigniew Herbert. Białoszewski leefde samen met de schilder Leszek Soliński. 
Joanna Nizynska zegt het volgende over hem:
Deze meest persoonlijke schrijver uit het naoorlogse Polen schrijft niet over oorlogs-ervaringen, zo eigen aan de Poolse literaire traditie; hij heeft het eerder over de alledaagse aspecten van het leven, meestal vanuit autobiografisch perspectief en gebruikmakend van een gemeenzame taal. Hoewel Białoszewski’s werk veel discussie oproepen hebben de meeste zich toch wel gericht op zijn behandeling genres en taal.
Hij stierf aan een hartaanval op 17 juni 1983. Hij is begraven op het Powązki-kerkhof.
- Biblioteca Nacional de España: XX5088997
- Bibliothèque nationale de France: cb120373477 (data)
- Catàleg d'autoritats de noms i títols de Catalunya: 981058525754806706
- Digitale Bibliotheek voor de Nederlandse Letteren: bial001
- Gemeinsame Normdatei: 11886078X
- International Standard Name Identifier: 0000 0001 2121 4700
- Library of Congress Control Number: n50011157
- Nationale Bibliotheek van Letland: 000228939
- MusicBrainz: 3860dead-0f1d-4596-9059-51c1be35cc3f
- Nationale Bibliotheek van Tsjechië: jn20000700170
- Nationale Bibliotheek van Israël: 987007258657505171
- Nederlandse Thesaurus van Auteursnamen: 070283931
- Istituto Centrale per il Catalogo Unico: MILV011005
- LIBRIS: 331116
- SNAC: w6sn3k31
- Système universitaire de documentation: 028562631
- Virtual International Authority File: 14786907
- WorldCat: E39PBJr7QCQfBbpQ9RYFJV86Kd